# Nokia E61
Nokia E61は、ノキアが開発したW-CDMA/GSM方式のスマートフォン。
日本では、日本語化されたものがノキア・ジャパンからNokia E61スタンダードバージョンとして2006年12月25日に発売された。当初、Nokia E60と同時発売が予定されたが、2006年12月に当面の発売見送りが発表されたため、E61のみ発売となった。
また、ソフトバンクモバイル向けにカスタマイズされたものがSoftBank X01NKとして2007年4月26日に、法人向け端末として発売された。

## スペック（表以外）
- メッセージング：SMS/MMS/E-mailクライアント（プッシュ型電子メールサポート）
- 内蔵ブラウザ：WAP 2.0/XHTML/HTML
- Java：Java ME MIDP 2.0, CLDC 1.1

## 特徴
幅広の筐体に横長の画面とQWERTY配列キーボードをもつ、PDA的な外見が特徴的。
Microsoft Office文書の閲覧・編集機能や、VoIP対応、セキュリティの強化など、ビジネス向けの機能を搭載している。
カメラを持たないため、テレビ電話で自分の映像を送ることはできない（テレビ電話の発着信自体は可能であり、相手の映像を見ることはできる）。
スタンダードバージョンにはSIMロックがかかっていないため、多くのキャリアで使用可能である。 日本国内でもFOMAおよびSoftBank 3Gのネットワークで使用可能。
ネイティブアプリケーションのインストールに関しては、デフォルトではSymbianの認証をパスした電子署名のあるものしかインストールできない（S60 3rd Editionの共通仕様）が、設定を変更することにより自己署名証明書や開発者証明書によって電子署名したアプリケーションもインストール可能となる。
RealPlayerがプリインストールされている。また、アプリケーションをインストールすることにより、OfficeやPDFを閲覧することも可能になる。
ノキア・ジャパンのスタンダードバージョン機種としても日本国内で発売された機種としても初めてのGSMクワッドバンド・W-CDMAデュアルモード対応機種である。
日本国外では、この機種をベースに2メガピクセルカメラとmicroSDに対応したE61iも発売された。
なお、以降のスタンダードバージョンとしての後継機種が出ることはなく、2008年11月に発表されたノキアの日本市場撤退方針に伴い、日本語対応のUMTS対応のスタンダードバージョンとしては最後の機種となってしまった。

### 無線LAN VoIP機能
E61には無線LAN VoIP機能が搭載されており、Ciscoやアバイア製のSIPサーバーに対応しており、NTTドコモのモバイルIPセントレックスサービス、PASSAGE DUPLEなどにも一部対応する。

### BlackBerry Connect
E61はBlackBerry Connct というアプリケーションをインストールすることにより、BlackBerryクライアントとして、一部機能を利用することができる。NTTドコモ等のBlackBerry対応のSIMカードを挿入することにより、利用が可能になる。機能としては企業のMicrosoft Exchange ServerやIBM製Lotus Dominoのメールをプッシュ型電子メールで利用できたり、スケジュールのリモート同期などができる。

## SoftBank X01NK
SoftBank X01NKは、日本ではソフトバンクモバイルのSoftBank 3Gネットワーク（W-CDMA方式）を使用する。
海外ではソフトバンクモバイルが契約した現地キャリアのネットワーク (W-CDMA/GSM) を使用して国際ローミングを行う。
ネイティブアプリケーションのインストールに関しては、Symbianの認証をパスした電子署名のあるものしかインストールできない。スタンダードバージョンとは違い、この設定は変更できない。
本端末で各種のパケット通信を行う際に、ソフトバンクモバイルのパケット定額制の対象とならないプランがあるので注意が必要である(本来は、「パケットし放題 for スマートフォン」が設定される)。
また、法人向け販売となり、量販店等、個人向けの販売は行われていない。